# Franc-maçonnerie à Cordoue
 (février 2019).
- Si vous ne connaissez pas le sujet, laissez ce bandeau (vous pouvez alors contacter les auteurs).
- Si vous supprimez le contenu mis en cause (vous pouvez préalablement contacter les auteurs),

argumentez précisément cette suppression dans la page de discussion
(un manque de référence n'est pas un argument ; une recherche réelle de référence doit avoir été effectuée, être formellement documentée).
La franc-maçonnerie à Cordoue va de pair avec l'évolution de cette institution en Espagne.
La présence de l'ordre maçonnique dans la ville au cours du dernier tiers du XVIIIe siècle est attestée par des documents qui semblent confirmer sa présence lors du premier tiers du XIXe siècle. Dès lors, et pendant les XIXe et XXe siècles, les loges se sont succédé, tant à Cordoue que dans d'autres villes de la province portant le même nom. Cette situation s'est maintenue jusqu'à la Guerre civile puis pendant la dictature qui a suivi, la répression empêche le déroulement des travaux maçonniques.
Selon certains témoignages, la dernière tenue maçonnique célébrée à Cordoue date du jeudi 16 juillet 1936. Ensuite, les loges ont disparu de la ville pendant 75 ans. Trois quarts de siècle après, au XXIe siècle, la franc-maçonnerie reprend à Cordoue le 9 juillet 2011 avec la fondation de la loge  Maimónides no 173, appartenant à la Grande Loge d'Espagne (Gran Logia de España).

## Débuts

### Origines documentées de la franc-maçonnerie à Cordoue auXVIIIeetXIXesiècles

Drapeau Cordoue. Ville située dans le sud de l'Espagne, en Andalousie

L'Histoire de la franc-maçonnerie à Cordoue va de pair avec l'évolution de cette institution en Espagne.
Des données semblent confirmer l'existence de groupes maçonniques dans la ville au début du XIXe siècle. C'est ce que l'on peut déduire d’une lettre manuscrite du roi Ferdinand VII adressée à son secrétaire d'État et ministre de la guerre, Francisco de Eguía (es) dans laquelle il assure qu'« il existe des loges maçonniques établies à Cordoue et dans onze autres villes espagnoles »Cette lettre, datée du 19 novembre 1817, est conservée aux Archives du Palais .
Cinq ans plus tard, à peine la monarchie absolue restaurée après la brève pause du Triennat Constitutionnel, un pamphlet antimaçonnique intitulé « Espagnols : union et alerte » est largement diffusé. Il tend à montrer que la franc-maçonnerie devait être bien implantée depuis un certain temps à Cordoue. Toutefois, les rares documents conservés sur ce sujet invitent à penser que son activité n'a commencé à s'organiser de façon régulière qu'à partir de 1868
L'acte constitutif de la première loge connue à Cordoue, Patricia no 13, date du 9 février 1870. Elle se réunit calle Lucano 29. En 1871, est fondée la loge Étoile flamboyante (Estrella flamígera) inscrite sous le numéro 324 au Grand Orient Lusitanien Uni. Deux ans plus tard, les deux loges adhèrent au Grand Orient d'Espagne (es) . Vers 1885, est fondée à Belmez la loge Lumière de la Sierra (Luz de la Sierra) no 318, elle compte un nombre significatif d'immigrants français attirés par l'activité de la Société minière et métallurgique de Peñarroya . Au cours de cette période favorable appelée Sexennat Révolutionnaire (es) les loges s'implantent avec force, accueillent un nombre important d'initiés, bâtissent de petits temples et développent leur activité. Il convient de souligner que le Rite Écossais Ancien et Accepté, majoritaire dans les pratiques maçonniques espagnoles du XIXe siècle, est également majoritaire dans les loges cordouanes. Par conséquent, c'est la franc-maçonnerie dite écossaise, avec ses 33 Grades, qui est à l'origine de l'implantation de l'Ordre, à Cordoue comme dans le reste de l’Espagne.
Les années 1880 sont marquées par une forte expansion de la franc-maçonnerie en Espagne. La ville de Cordoue n'est pas étrangère à cette expansion. Cela se confirme par la présence de maçons à tous les niveaux, professionnels et politiques, de la société cordouane. Deux nouvelles loges se constituent : La Vérité (La Verdad) no 314 en 1884 et Esprit pratique (Espíritu Práctico) no 345 en 1885. En 1888, est fondée la Grande Loge régionale d'Andalousie dont le siège se trouve à Cordoue; elle naît d'une tentative de renforcement du symbolisme mais souffrira dans ses rangs des luttes entre les Grands Orients de Madrid.

### Les loges dans la province de Cordoue auXIXesiècle

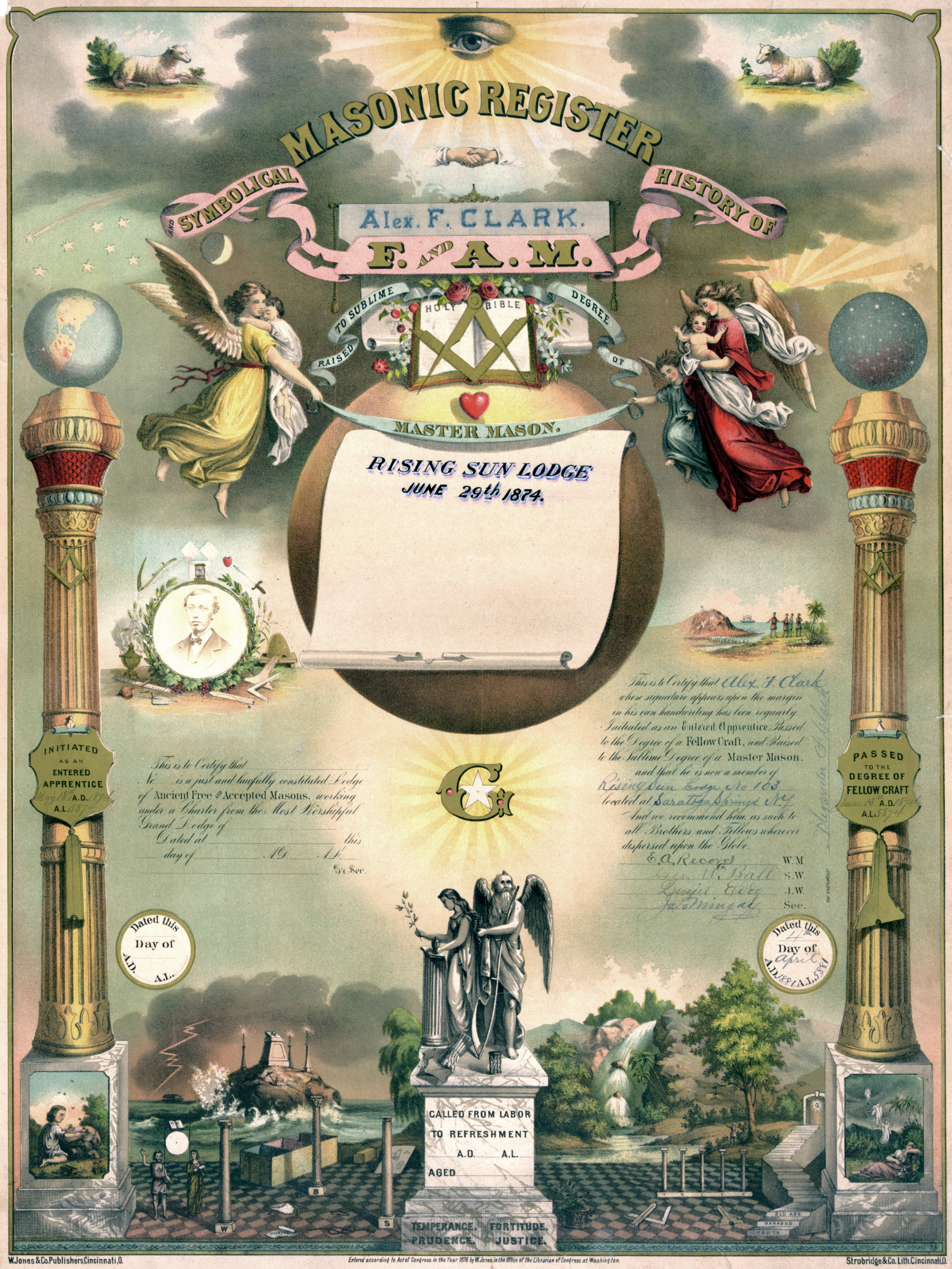
Exemple d'un document fondateur d'une loge maçonnique en 1876

Vers 1886 plusieurs ateliers maçonniques ont dressé leurs colonnes dans des villes importantes de la province : Montoro (Fraternité Montoreña, 1886), Cabra (Logia Égabro, 1889), Castro del Río (Logia García Vao, 1889), Espejo (Logia Morayta, 1889), Montilla (Logia Montulia, 1886), Baena (Logia Mets-vous, 1882), Aguilar de la Frontera (Logia Ipagro, 1889) Lucena (Logia Isis Lucentino, 1880), Luque (Logia Fils du Travail, 1880), Nueva Carteya (Logia Rectitud, 1890), Pozoblanco (Logia Progrès des Pedroches, 1890), Priego de Cordoba (Logia Liberté, 1887), Puente Genil (Logia Torche Pontana, 1889)
.
La loge la plus influente parmi toutes celles qui ont été créées dans la province de Cordoue durant le dernier tiers du XIXe siècle est sans aucun doute la Loge Lumière de la Sierra (Luz de la Sierra) no 318 qui a dressé ses colonnes à Belmez. Cette loge, née elle aussi sous l'impulsion de la Loge Patricia no 13 de Cordoue, a été fondée en 1885 par un groupe de francs-maçons d'origines géographiques divers, mais essentiellement installés dans la ville proche de Peñarroya-Pueblonuevo. Sur les quatorze fondateurs, seulement deux étaient originaires de Belmez et deux autres vivaient à Belmez. Il faut préciser que Penarroya était alors une commune de la ville de Belmez. Au début des années 1980, Belmez était encore le centre de cette activité minière-métallurgique qui avait attiré un capital français et ou affluaient de nombreux travailleurs ainsi que des cadres moyens et des professionnels de provenances diverses. La forte croissance économique et démographique de Penarroya a contribué peu après au détachement de la commune et par conséquent au développement de la franc-maçonnerie dans la nouvelle ville. L'origine française de la Société Miniére et Metallurgique de Penarroya, dont le siège était en principe à Paris, explique la présence dans la loge, ces années-là, de trois membres d'ascendance française. Même si l'on est tenté de penser que l'implantation de la franc-maçonnerie au nord de Cordoue pourrait avoir été impulsée de l'étranger, ce qui est sûr c'est qu'il n'en pas été ainsi. Lorsque la Loge Lumière de la Sierra (Luz de la Sierra) no 318 a été fondée, les deux principaux dirigeants étaient de Belmez avec un grade élevé au sein de l'Ordre et un long passé dans la franc-maçonnerie.

### Les hauts grades de la franc-maçonnerie à Cordoue auXIXesiècle
Au-dessus des trois premiers grades symboliques de la franc-maçonnerie écossaise s'ouvre le champ des grades supérieurs qui vont du 4e au 33e degré. Les loges de hauts grades relevant du Rite Écossais Ancien et Accepté, localisées à Cordoue, datent du dernier quart du XIXe siècle.
La première juridiction dont il est constamment fait mention est le Honorable Chapitre Sinaï de Chevaliers Rose Croix no 41 . Ce corps a été fondé le 21 novembre 1882 par une lettre constitutive du Gran Oriente Español, signée par le Grand Commandeur Antonio Romero Ortiz. L’initiative trouve sa source dans la loge symbolique Patricia no 13 qui était alors la seule loge constituée à Cordoue sous les auspices de cette obédience. Le fait est que la majorité des membres est issue des corps supérieurs du rite écossais et que sa fondation est associée à la Loge Patricia no 13, source de presque toute l'expansion maçonnique de la région de Cordoue.
En février 1889, le Chapitre Sinaï adhère au Gran Oriente Español de Morayta où il conserva sa numération d'origine. Fin 1891 la Grande Loge Régionale d'Andalousie, dont le siège se trouvait à Cordoue, se sépare de l'orient de Marayta. Le Chapitre Sinaï, présidé par Manuel Merino se place sous les auspices du Gran Oriente de España de Pantoja : le 14 mars 1892, elle rejoint sa nouvelle obédience.
C'est ainsi que fut modifié le numéro de fondation originel. Cependant, le nombre de membres changea : la nouvelle inscription passa de 43 membres provenant de 9 loges symboliques à 28 membres provenant de 3 loges. Et en 1894, seulement deux ans plus tard, le Chapitre Sinaï de Cordoue comptait 22 membres originaires de 2 loges symboliques (Cf. Léo Taxil, op. cit.).
La fonction primordiale du chapitre Sinaï était de conférer les grades supérieurs au 3e et inférieurs au 19e. Selon les constitutions du Gran Oriente Español publiées en 1871, les chapitres de Chevaliers Rose-Croix doivent « visiter les francs-maçons malades d'un certain grade, organiser des réunions d'instruction, des examens pour les candidats à l'élévation à des grades supérieurs à ceux que confère le chapitre, être médiateurs pacifiques en cas de conflits entre ses composants, etc ».
Le 9 novembre 1885 fut constitué le Conseil de Chevaliers Kadosch de Cordoue, grâce à la lettre constitutive du Supremo Consejo de España, le Grand Commandeur étant Manuel Becerra, dont la fonction principale de vérifier les exaltations aux Grades allant du 19e au 30e. Cette chambre, présidée par Manuel Merino, collabora aux travaux d'unification maçonnique de 1888, envoyant à l'Assemblée du 4 avril Juan Guerra y Sosa comme représentant. En 1889 elle adhéra au Grand Orient Espagnol de Morayta. Et en 1892 elle s'en sépara et s'installa sous les auspices du Grand Orient National d’Espagne de Pantoja, ses membres prêtant tous le même serment que les membres du Chapitre Rose Croix. Ainsi le Conseil Kadosh primitif devient le Grand Conseil Aréopage de Cordoue (Gran Consejo Aerópago de Córdoba) no 303. Les trois listes logiques dont il est fait mention et qui vont de 1892 à 1894 font mention d'environ 15 membres appartenant en majorité à la loge symbolique Patricia no 13 qui est à l'origine de presque toute l'activité maçonnique des hauts grades de Cordoue .
Le 22 février 1887 fut créé à Cordoue le Grand Consistoire du Grade 32e de Cordoue ; en première instance, sous les auspices du Gran Oriente Español, le commandeur étant Cipriano Carmona. La lettre constitutive autorise ce Consistoire à vérifier les exaltations des grades 31e et 32e et à constituer la Chambre du 31e. Comme pour les autres corps du Rite écossais ancien et accepté, le Grand Consistoire fut passé à l’obédience du Grand Orient National Espagnol de Pantoja et reçut le numéro 350. En 1894 la liste de membres faisait mention de Manuel Merino comme Commandeur en Chef ; Juan Guerra y Sosa comme Lieutenant Commandeur ; Pedro J. Solano comme Ministre d'État ; Jaime Boloix comme Grand Chancelier et Pedro Luque, comme Ministre des Finances.
L'une des fonctions du Grand Consistoire du 32e Grade de Cordoue est la délivrance des grades 30 et 31 pour les maçons qui avaient atteint ce grade et les suivants. On peut supposer que cette Grande Chambre a été constituée en 1887 même si les premiers documents qui nous sont parvenus sont datés de 1889. Les fonctions de ce corps, à la lumière des Constitutions de la Franc-maçonnerie publiées en Espagne en 1871, étaient les suivantes :

« Ce corps se compose des maçons du 31e grade et a pour objet d'inclure dans tout processus maçonnique des frères de tous les grades de l'ordre, soit comme Tribunal d'Instruction de pour première comparution, soit comme cour d'appel à l'exception des frères qui atteindront les grades 32e et 33e et qui seront jugés par le Suprême Conseil en première et unique instance »

— Cf. (es) Constituciones de la Francmasonería del Serenísimo Gran Oriente de España, del Rito Escocés Auténtico y Aceptado 
.
La Grande Chambre du Grade 31e de Cordoue a adhéré en 1889 au Grand Orient Espagnol de Morayta et disparaît quand une partie de la maçonnerie cordouane, dirigée par la Grande Loge Régionale d'Andalousie cette juridiction[incompréhensible]. La remplace le Tribunal Cordobés de Grandes Jueces y Comendadores del Grado 31e no 304, sous les auspices du Grand Orient national d’Espagne, de Pantoja. C'est le 14 mars 1892 qu'a été fondé ce Tribunal Cordouan  qui obtient sa lettre constitutive grâce au serment prêté par ses membres selon les mêmes termes que les juridictions que nous avons pu évoquer.
Malgré cette effervescence et l'implantation solide de l'Ordre à Cordoue, certains[Qui ?] parlent d'une sorte d'extinction de la maçonnerie cordouane pendant les six dernières années du XIXe siècle. À partir de 1895, une baisse de la fréquentation des loges a dû se produire vu le peu de documents directs dont nous avons[Qui ?] connaissance. D'après la Revista Antimasónica publiée à Cordoue à partir du 1er avril 1900, aucune des quatre loges de la capitale ne fonctionne en 1900. Entre 1895 et 1900 une crise aux origines diverses a ralenti l'élan enthousiaste de la décennie antérieure. « Le maçonnisme cordouan, si exubérant pendant les dix années précédentes, a été balayé par des vents contraires à la fin du siècle » . On peut penser que si cela s'est produit dans la capitale, la situation dans les loges des villages devait être similaire.
Bien que les causes puissent être nombreuses et diverses, une des raisons est l'extrême hostilité de la société envers la maçonnerie. Cette hostilité, très répandue, est liée à la perte, imputée à l'Ordre, des dernières colonies de Cuba, Porto Rico et des Philippines en 1898, L'une des rubriques de l'éphémère, mais bien informée, Revista Antimasónica, intitulée Fuera el antifaz (Bas les masques) était destinée à diffuser des listes de maçons de toutes les villes d'Espagne sans omettre aucun détail (nom, prénom et grade) .

## La franc-maçonnerie cordouane auXXesiècle

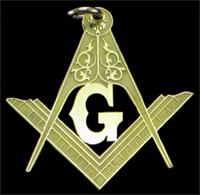
l'équerre et le compas

Il y a cependant, une exception, au nord, dans la montagne cordouane. A Pueblonuevo del Terrible, la maçonnerie renaît de ses cendres : l'on fonde la loge Crisantema no 267 ; malgré la proximité géographique avec Belmez et son influente loge au cours des décennies précédentes, un seul membre de cette loge de Belmez s'est affilié à celle qui venait d'être créée dans la nouvelle localité. Ainsi le premier atelier maçonnique qui apparaît à Cordoue au XXe siècle est Crisantema no 267, et c'est à Pueblonuevo del Terrible. À cette occasion, l'élan n’a pas été donné directement par la maçonnerie cordouane mais par la maçonnerie française. C'est un maçon français, travaillant pour l'entreprise minière-métallurgique établie dans cette ville, qui fit en sorte que s'érigent les colonnes de la nouvelle loge constituée comme telle le 11 novembre 1902.
Un fait similaire s'est produit onze ans après à Palma del Río. En 1913 a été fondée la loge Luz y Prosperidad no 369 , à partir d'un groupe de maçons qui avaient travaillé dans des loges sévillanes. En 1917 un groupe de cordouans fonde la Loge Turdetania à Cordoue même. Les autres loges ou ateliers qui se créent à Cordoue le font à des dates bien plus tardives, entre les années 1920 et 1930. D'après les documents dont on dispose, il est peu probable que cela soit dû à l'initiative d'anciens maçons de ce siècle ou que certains d'entre eux fassent partie des fondateurs. Leurs tableaux de membres actifs l'attestent pour chacune d'elles.
La suscitée Loge Turdetania a une transcendance singulière ; le temple se situe rue Duenas 9, et ses fondateurs provenaient de la loge sévillane Isis y Osiris. Sa réunion constitutive a lieu le 15 juillet 1917. Apparemment, à cette époque-là aucun autre atelier maçonnique ne fonctionne dans la capitale et Turdetania attire bon nombre de jeunes membres qui appartenaient à la génération d'Espagnols défendant des valeurs et des idées de renouveau et de changement. Cela coïncide avec des années spécifiques d'ébullition sociale en Andalousie. Une bonne partie des hommes de cette loge sont devenus actifs des années après le changement de régime politique à 1931. La Loge Turdetania développe alors une intense activité d'initiations dans l'Ordre, accueillant des éléments importants du monde politique, industriel et professionnel.
En 1920, fondée par huit membres, naît dans la ville de Posadas une nouvelle loge appelée Abril no 412. Sa première réunion en tant qu'atelier constitué et reconnu a lieu le 14 juillet 1920. De même, il convient de citer la loge Luz no 34, appartenant à l'obédience de la Grande Loge Espagnole, à la différence des précédentes, qui étaient affiliées au Grand Orient Espagnol. Cet atelier se réunit Calle Santa Marta, 6.
L'activité intense de la maçonnerie en Andalousie, bien supérieure à celle d'autres régions d'Espagne, contraste avec la présence relativement faible de l'Ordre à Cordoue. Les provinces de Séville, Huelva et Cadix ont l'activité maçonnique la plus florissante. Il conviendrait d'ajouter l'exception que représente pendant quelques années le dynamisme de la loge Luz y Prosperidad, de Palma del Río.
La répression que la franc-maçonnerie cordouane subit dans les années 1920, pendant la dictature de Primo de Rivera parvient à peine à affaiblir l'appel de l'Ordre et les activités politiques de la parvient à peine à affaiblir l'appel de l'Ordre et les activités politiques de la plupart de ses membres. Cependant, avec la proclamation de la République en 1931, l'intérêt faiblit, de nombreuses loges font tomber leurs colonnes et la plupart perdent des membres au point de devoir fermer 
La loge cordouane Turdetania, par exemple, qui avait tant contribué au changement de régime, s'étiole et disparaît quand celui-ci est installé. Cependant, dans certaines villes de la province, les ateliers conjuguent l'action politique municipale et les activités maçonniques. Cette situation se maintient dans le dernier tiers des années 1920 ainsi que dans la première moitié des années 1930, jusqu'au début de la Guerre Civile. La répression antimaçonnique à Cordoue et dans toute l'Espagne, pendant la guerre et tout spécialement pendant la dictature du général Franco,fut d'une atrocité et d'une animosité inimaginables jusqu'alors.
D'après le témoignage d'un membre de l'Ordre, petit-fils d'un franc-maçon de Cordoue, la dernière tenue maçonnique célébrée à Cordoue se déroule le jeudi 16 juillet 1936. La franc-maçonnerie disparaît pendant 75 ans, bien au-delà donc de la période franquiste.[évasif]

## La franc-maçonnerie cordouane auXXIesiècle.

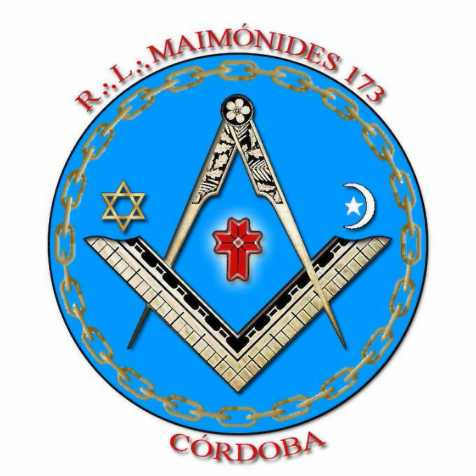
Sceau de la loge Maimónides No 173

Au XXIe siècle, la franc-maçonnerie a repris vie à Cordoue. Le samedi 9 juillet 2011 a été fondée la Loge Maimónides no 173, appartenant à l'obédience de la Grande Loge d'Espagne ; elle a obtenu l'autorisation du  grand maître de la Grande Loge d'Espagne pour travailler selon le Rite écossais ancien et accepté, de façon régulière et selon les anciens usages et coutumes de la franc-maçonnerie universelle. Ont assisté à la cérémonie de consécration près d'une centaine de maçons provenant de nombreuses loges d'Espagne et de l'étranger. Lors de la cérémonie le Très Respectable Grand Maître a consacré l'Atelier selon l'ancien rituel établi et le Respectable Grand Maître Provincial d'Andalousie a installé, suivant le rituel, le premier Vénérable Maître de la Loge. Cet atelier a été créé grâce à la lettre patente de la Grande Loge d'Espagne signée par neuf maîtres maçons issus de différentes loges espagnoles, certains résidant dans la ville  
.
Le 10 janvier 2015 a été constituée dans la ville de Cordoue la loge capitulaire de perfection Patricia Corduba no 416. Le Souverain Grand Commandeur du Suprême onseil du 33e grade, grade ultime du rite écossais ancien et accepté pour l’Espagne, Jesús Soriano Carrillo, a consacré le temple et a remis la patente à la nouvelle juridiction lui donnant pour mission d'approfondir l'étude du philosophisme selon ce rite et de conférer les grades allant du 4e au 14e dans ces vallées 
.